# Jakovici
Jakovici is een plaats in de gemeente Tinjan in de Kroatische provincie Istrië. De plaats telt 282 inwoners (2001).